# لاوخا (تورینگن)
لاوخا (به آلمانی: Laucha) یک منطقهٔ مسکونی در آلمان است که در هورزل واقع شده‌است.
 لاوخا  ۵۴۹ نفر جمعیت دارد.